# Русские монеты Варшавского монетного двора
Русские монеты Варшавского монетного двора — российские копеечные и рублёвые монеты общегосударственного образца, отчеканенные из меди, серебра или золота в 1842—1864 годах на Варшавском монетном дворе. Имеют пометку латинскими буквами MW (пол. Mennica Warszawska — Варшавский монетный двор) или кириллицей — BM (Варшавская Монета). В польской нумизматике монеты называются российско-варшавскими (пол. monety rosyjsko-warszawskie).

## История выпуска русских монет для Польши
8 ноября 1794 года Варшава была взята русскими войсками, Польша вошла в состав Российской империи, и на её территории были введены российские монеты и ассигнации, однако счёт на злотые и гроши сохранился.
19 ноября (1 декабря) 1815 года был издан указ о монетной системе Царства Польского, находившегося в составе Российской империи, которым за злотым официально закреплялся статус основной денежной единицы, но устанавливался его фиксированный курс к рублю: 1 злотый равен 15 копейкам серебром, а 1 грош, который соответствовал 1⁄30 злотого, — ½ серебряной копейки. В том же году на Варшавском монетном дворе после долгого перерыва была начата чеканка монет, номинированные в грошах и злотых с легендой на польском языке и изображением российского герба и/или профиля Александра I:
- 1 и 3 гроша из меди (1815—1849),
- 5 и 10 грошей из биллона (1816—1855),
- 1, 2, 5 и 10 злотых из серебра (1816—1855),
- 25 и 50 злотых из золота (1817—1833).

На территории Царства Польского допускалось также обращение общегосударственных российских монет.
В 1831 году российский министр финансов Егор Канкрин предложил «приказать вести счёт рублями, а не флоринами», имея в виду польские злотые. Но тогда от этого предложения отказались, ограничившись выпуском монет с обозначением номинала в двух денежных единицах. С 1832 года на Петербургском и на Варшавском монетных дворах началась чеканка монет с двойным обозначением номинала — в рублях (или копейках) и в злотых (или грошах), исходя из официального соотношения 1 злотый = 15 копеек:
- из серебра:
  - 5 копеек / 10 groszy (пробный выпуск 1842 года),
  - 10 копеек / 20 groszy (пробный выпуск 1842 года),
  - 15 копеек / 1 złoty (Санкт-Петербург, 1832—1841; Варшава, 1834—1841),
  - 20 копеек / 40 groszy (Варшава, 1842—1846, 1848, 1850),
  - 25 копеек / 50 groszy (Варшава, 1842—1848, 1850),
  - 30 копеек / 2 złote (Варшава, 1834—1841),
  - ¾ рубля / 5 złotych (Санкт-Петербург, 1833—1841; Варшава, 1834—1841),
  - 1½ рубля / 10 złotych (Санкт-Петербург, 1833—1841; Варшава, 1835—1841),
- из золота — 3 рубля / 20 złotych (Санкт-Петербург, 1834—1841; Варшава, 1834—1840).

Одновременно было принято решение прекратить чеканку монет, номинированных исключительно в злотых и грошах, но реализовано оно не было.
- Монеты Царства Польского с двойным обозначением номинала
- 30 копеек / 2 złote 1836 года
- ¾ рубля / 5 złotych 1837 года

В 1841 году основной денежной единицей Царства Польского стал рубль. При этом Варшавский монетный двор выпускал три типа монет: монеты с двойным обозначением номинала (до 1850 года), билонные злотые и гроши (до 1865 года), российские монеты общегосударственного образца с указанием монетного двора (до 1865 года).

## Русские монеты для Польши после 1841 года
3 сентября 1841 года был издан царский указ по унификации денежной системы Царства Польского с денежной системой России. Вместо используемой с 1815 года в качестве основной единицы веса, кёльнской марки, был введен русский фунт. Злотый перестал быть основной денежной единицей, вместе неё стал использоваться рубль. Кроме того, были введены новые двухноминальные монеты: золотые 5 рублей, серебряный 1 рубль, 50 копеек, 25 копеек, 20 копеек, 10 копеек и 5 копеек. Но в конечном итоге были выпущены и введены в обращение только номиналы 25 копеек / 50 грошей и 20 копеек / 40 грошей (так называемые русско-польские монеты). Остальные номиналы должны были быть идентичны с отчеканенными в России, но обозначенные латинскими буквами MW (Mennica Warszawska). В 1842 году на Варшавском монетном дворе было отчеканены номиналы: в серебре — 1 рубль и 50 копеек, в золоте — 5 рублей.
Среди русских монет Варшавского монетного двора можно выделить два типа: отмеченные латинскими буквами MW (1842—1857 годы) и буквами ВМ на кириллице (1850—1864 годы).
Существует только три номинала монет из меди с буквами MW, они были отчеканены в 1848 году: ½ копейки, 2 копейки, 3 копейки. Эти монеты были изготовлены согласно действующему в 1840—1848 годы в России соотношению, по которому 1 русский фунт меди был равен 16 рублям. Рисунки на аверсе и реверсе совпадали с используемыми на других российских монетные дворах того времени. В общей сложности на Варшавском монетном дворе в 1848 году было выпущено медных копеечных монет на сумму 2048 рублей и 10 копеек. В современной польской нумизматике эти монеты классифицируются как монеты пробной чеканки, в отличие от российской нумизматики, которая признаёт их в качестве ходячих монет. Такую же позицию, как и российские нумизматы, занимают американские авторы. У коллекционеров можно встретить монеты выпуска 1848 года, состояние которых указывает на их износ или длительное пребывание в земле, что может обосновывать правильность российского подхода.
Медные монеты с кириллическими буквами BM чеканили в 1850—1864 годах, согласно действующему в России в 1849—1867 годы соотношению, согласно которому 1 русский фунт меди был равен 32 рублям.
Серебряные монеты были помечены только латинскими буквами MW и чеканились до 1857 года, а золотые пятирублевые монеты — до 1849 года.
В таблице ниже обобщены данные о годах чеканки и номиналах русских монет Варшавского монетного двора (MW или BM).
|           | 1842 | 1843 | 1844 | 1845 | 1846 | 1847 | 1848 | 1849 | 1850 | 1851 | 1852 | 1853 | 1854 | 1855 | 1856 | 1857 | 1858 | 1859 | 1860 | 1861 | 1862 | 1863 | 1864 |
| --------- | ---- | ---- | ---- | ---- | ---- | ---- | ---- | ---- | ---- | ---- | ---- | ---- | ---- | ---- | ---- | ---- | ---- | ---- | ---- | ---- | ---- | ---- | ---- |
| ¼ копейки |      |      |      |      |      |      |      |      | BM   | BM   | BM   | BM   |      | BM   |      |      |      |      | BM   | BM   |      |      |      |
| ½ копейки |      |      |      |      |      |      | MW   |      | BM   | BM   | BM   | BM   | BM   | BM   | BM   | BM   | BM   | BM   | BM   | BM   | BM   | BM   |      |
| 1 копейка |      |      |      |      |      |      |      |      | BM   | BM   | BM   | BM   |      | BM   | BM   |      | BM   | BM   | BM   | BM   | BM   | BM   | BM   |
| 2 копейки |      |      |      |      |      |      | MW   |      | BM   | BM   | BM   | BM   | BM   | BM   | BM   |      | BM   | BM   | BM   | BM   | BM   | BM   |      |
| 3 копейки |      |      |      |      |      |      | MW   |      | BM   | BM   | BM   | BM   | BM   |      | BM   | BM   | BM   | BM   | BM   | BM   | BM   | BM   |      |
| 5 копеек  |      |      |      |      |      |      |      |      | BM   | BM   | BM   | BM   |      |      | BM   |      |      |      |      |      |      |      |      |
| 10 копеек |      |      |      |      |      |      |      |      |      |      |      |      | MW   | MW   |      |      |      |      |      |      |      |      |      |
| 20 копеек |      |      |      |      |      |      |      |      |      |      |      |      |      |      |      | MW   |      |      |      |      |      |      |      |
| 25 копеек |      |      |      |      |      |      |      |      |      |      |      |      | MW   |      |      | MW   |      |      |      |      |      |      |      |
| 50 копеек | MW   | MW   | MW   | MW   | MW   | MW   |      |      |      |      |      |      | MW   |      |      |      |      |      |      |      |      |      |      |
| 1 рубль   | MW   | MW   | MW   | MW   | MW   | MW   |      |      |      |      |      |      |      |      |      |      |      |      |      |      |      |      |      |
| 5 рублей  | MW   |      |      |      | MW   |      | MW   | MW   |      |      |      |      |      |      |      |      |      |      |      |      |      |      |      |